# I Have a Dream (песня)
«I Have a Dream» (с англ. — «У меня есть мечта») — песня шведской группы ABBA, написанная Бенни Андерссоном и Бьорном Ульвеусом для альбома 1979 года Voulez-Vous; ведущий вокал принадлежит Анни-Фрид Лингстад.
Выпущенная как сингл в декабре 1979 года (с «живой» версией «Take a Chance on Me» в качестве второй стороны), «I Have a Dream» стала последним релизом ABBA в 1970-х годах — десятилетии, в продолжение которого группа достигла коммерческого успеха большего, чем любая другая поп-группа в истории. «I Have a Dream» является единственной композицией ABBA, в которой присутствуют не только голоса всех четырёх членов группы, но и партия целого детского хора. Песня включена в альбом-компиляцию ABBA Gold: Greatest Hits, а также присутствует в мюзикле Mamma Mia!.
Существует мнение, что «I Have a Dream» первоначально не предназначалась для выпуска в качестве сингла: с альбома Voulez-Vous уже было выпущено три релиза, а единственным альбомом с четырьмя синглами был популярный ABBA (1975). Включая стороны «Б», «I Have A Dream» стал в действительности седьмым из 10 треков с Voulez-Vous, выпущенным как сингл в Великобритании. Трек не попал на компиляцию Greatest Hits Vol. 2, выпущенную за несколько недель до того. Группа не сняла клип по этой песне (что нехарактерно для официальных синглов ABBA), хотя съёмки для испаноязычной версии песни, «Estoy Soñando», прошли (в один день с «Gimme! Gimme! Gimme!», и члены группы были в той же одежде). В силу этого существует много спекуляций о том, что сингл был дополнительным релизом, выпущенным к рождественским продажам и в поддержку «аббамании» после всемирного турне 1979 года.
«Живая» версия «Take a Chance on Me» на второй стороне является одним из трёх выпущенных ремиксов это песни. Выпущенная вскоре после концертов, она часто ошибочно считается оригинальной.
«I Have a Dream» стала всемирным хитом, достигнув высших позиций в Австрии, Бельгии, Швейцарии и Нидерландах, и остановившись на № 2 в Великобритании (где ей помешал хит рок-группы Pink Floyd, «Another Brick in the Wall (часть 2)»). Также «I Have a Dream» была в топ-5 чартов Ирландии, ЮАР и ФРГ. Испаноязычная версия, «Estoy Soñando», стала № 15 в Испании и была в топ-5 в Аргентине и Мексике.

## Позиции в чартах
| Чарт (1979/1980)                  | Позиция |
| --------------------------------- | ------- |
| Austrian Singles Chart            | 1       |
| Belgian Singles Chart             | 1       |
| Canadian Adult Contemporary Chart | 1       |
| Cyprus Singles Chart              | 1       |
| Dutch Top 40 Singles Chart        | 1       |
| Eurochart Hot 100 Singles         | 1       |
| Swiss Singles Chart               | 1       |
| Irish Singles Chart               | 2       |
| UK Singles Chart                  | 2       |
| South African Singles Chart       | 3       |
| German Singles Chart              | 4       |
| Korea Top 50 Singles Chart        | 7       |
| French Singles Chart              | 42      |
| Australian Singles Chart          | 64      |

## Версия Westlife
Группа Westlife записала кавер-версию песни «I Have a Dream» в декабре 1999 года. Эта композиция, вышедшая в составе двойного А-сингла вместе с кавер-версией песни Терри Джекса «Seasons in the Sun», позволила группе в четвёртый раз возглавить британские чарты. Сингл получил платиновый статус с показателем в 600 000 проданных экземпляров.

### Список композиций
1. «I Have a Dream»
2. «Seasons in the Sun»
3. «On the Wings of Love»

### Позиции в чартах
| Страна / чарт             | Высшая позиция |
| ------------------------- | -------------- |
| German Singles Chart      | 24             |
| Irish Singles Chart       | 1              |
| New Zealand Singles Chart | 10             |
| Swedish Singles Chart     | 15             |
| Swiss Singles Chart       | 18             |
| UK Singles Chart          | 1              |
| UK Radio Airplay Chart    | 7              |

## Другие кавер-версии
- Американская кантри-исполнительница Кристи Лейн записала свою версию «I Have a Dream» в 1981 году. Выпущенная как сингл, эта песня достигла 17 строчки в кантри-чартах Billboard.
- Греческая певица Нана Мускури записала записала кавер-версию песни на французском языке. Трек, озаглавленный «Chanter La Vie», вошёл в её альбом Quand on revient 1983 года. Кавер-версия на английском языке вышла в качестве сингла в 1986 году и была включена в альбом Alone в 1990 году.
- В 1987 году версию на шведском языке «Jag har en dröm» исполнил танцевальный коллектив Streaplers. Трек возглавил шведский хит-парад и удерживал первую строчку в течение 17 недель с мая по декабрь 1987 года.
- Гавайская группа Makaha Sons записали песню в 1994 году для альбома Ke Alaulau.
- Швейцарец Дэн Даниелл сделал ремейк песни вместе с Анни-Фрид Лингстад. Трек вошёл в его альбом Lieber Gott
- Версия ирландский певца Даниела О’Доннелл вошла в его двойной альбом Songs of Inspiration/I Believe 2004 года.
- В 2005 году для телешоу ABBA Mania песню исполнили в дуэте немцы Барабара Шенебергер и Сидни Янгблад.
- Американский певец итальянского происхождения Эл Мартино включил кавер-версию песни в свой альбом Come Share The Wine в 2006 году.
- Немецкая группа Riff Raff сделала свою версию песни в стиле AC/DC. Трек вошёл в альбом Rock 'N' Roll Mutation Vol. 1: Riff Raff Performs ABBA 2006 года.
- В возрасте 7 лет Конни Талбот записала песню для своего альбома Over The Rainbow.
- Версия песни в джазовом исполнении вошла в альбом Bossa Mia: Songs of ABBA американской группы BNB в 2008 году[10].
- В экранизации мюзикла Мамма миа! песню спела Аманда Сэйфрид — исполнительница роли Софи в фильме.